# Enriqueta Lozano
Enriqueta Lozano y Velázquez (Granada, 18 de agosto de 1829 - Granada, 5 de mayo de 1895) fue una escritora, novelista, poeta, autora dramática y publicista española del Romanticismo tardío, con rasgos costumbristas y sensibilidad conservadora, tradicional moralizante y profundamente religiosa. Comenzó publicando como Enriqueta Lozano y más tarde como Enriqueta Lozano de Vilchez.

## Biografía
Enriqueta Lozano y Velázquez nació el 18 de agosto de 1829 en Granada, España. Hija del teniente de Infantería Francisco de Paula Lozano y de María Rosario Velázquez, quedó huérfana de madre cuando tenía seis años, y tras el nuevo matrimonio del padre, perdió a su madrastra a los ocho años. Su padre quedó minusválido por heridas de guerra en 1836.
Con siete años, ingresó en el Beaterio de Santo Domingo de Granada, centro en el que se educó la emperatriz Eugenia de Montijo, donde aprendió a leer, escribir y labores domésticas. Hasta los trece años, recibió clases de un profesor particular que le enseñó Gramática, Geografía, Historia, Aritmética y Ciencias Naturales.
Dotada de talento portentoso y de voluntad inquebrantable, continuó aprendiendo de forma autodidacta durante toda su vida. En 1846 publicó su primera poesía titulada «En la tumba de mi madre» en el diario El Capricho. Al año siguiente de 1847 estrenó, interpretando ella misma el papel protagonista, y publicó la obra teatral Una actriz por amor. Ese mismo año fue nombrada Académica-Profesora de Ciencias y Literatura, socia de mérito del Liceo Artístico y Literario de Granada. Fue también miembro de la Sociedad de Amigos del País de la misma ciudad.
Contó con apoyo y amistad de importantes personalidades e instituciones de la cultura local y nacional, como Carolina Coronado, Fernán Caballero, el propio Liceo, el Ayuntamiento de Granada y especialmente del poeta granadino José Salvador de Salvador.
Mantuvo relación sentimental con Pedro Antonio de Alarcón, que quedó rota por incompatibilidad entre su religiosidad y el entonces ateísmo militante del autor accitano. Contrajo matrimonio en 1859 con Antonio Vílchez, firmando desde entonces sus obras como "Enriqueta Lozano de Vílchez". Tuvo doce hijos de los que la sobrevivieron sólo tres.
Rehusó la petición de Cecilia Böhl de Faber (Fernán Caballero) para participar en la campaña del duque de Montpensier como aspirante a la corona española.
Falleció a los 65 años, en precaria situación económica, a causa de tuberculosis pulmonar.

## Obra
Conocida en su tiempo como la Safo granadina, fue escritora de extraordinaria fecundidad. Escribió más de doscientas obras, todas con sustrato religioso y moral católica, abarcando casi todos los géneros literarios: novelas, cuentos, leyendas, estudios morales, poesías, dramas y comedias, biografías de mujeres célebres, libros de devoción, vidas de santos, ensayos, epístolas, artículos doctrinales y de costumbres y libretos de ópera y zarzuela. Se le atribuye la versificación de los textos de las fiestas de moros y cristianos de Válor. y  de Benínar A pesar de la facilidad que mostraba en el uso del lenguaje, el alcance de su obra literaria es limitado. En poesía siempre usó versos octosílabos y endecasílabos. Todas sus obras dramáticas están escritas en verso y, a pesar del instinto teatral subyacente en todas ellas, pueden llegar a parecer artificiosas y más cercanas a la lírica que al teatro. La narrativa, desarrollada en ambientes propios del Romanticismo, tiene características de folletín y novela por entregas, con marcado carácter dualista, fines moralistas, acusado sentimentalismo y finales felices. Fue autora procatólica en contraposición al fuerte anticlericalismo de su época.
Colaboró con asiduidad en publicaciones periódicas locales, regionales y nacionales como El Guadalbullón, (Jaén), El Museo Literario (Sevilla), Ecos del Guadalevín (Ronda),  El Ángel del Hogar (Madrid), Revista Compostelana, (Santiago de Compostela), La Ilustración Artística (Barcelona), El Correo (Manila) y localmente Revista Literaria Granadina, El Defensor de Granada, El Eco de Occidente y sobre todo en las revistas La Aurora de María (1868) y La Madre de Familia (1875-1895), fundadas, dirigidas y sostenidas económicamente por ella misma. Sus obras completas fueron publicadas en Granada entre 1865 y 1867, en tres tomos que incluían un retrato y una biografía redactada por María Pilar Sinués Navarro.
Algunas obras:
Teatro
- Una actriz por amor (1847);
- Dios es el rey de reyes (1852);
- Don Juan de Austria (1854);
- La ruina del hogar (1873);
- El cáncer social (1876);

Poesía
- Poesías de la señorita doña Enriqueta Lozano (1848);
- La lira cristiana (1857);
- El ramo de violetas (1861);

Novela
- Juan, hermano de los pobres (1848);
- El secreto de una muerta (1860);
- Consuelo (1860);
- Juicio de Dios (1860);
- Lágrimas del corazón (1861);
- La misión de una madre (1865);[15]
- La paloma de los cielos (1865);[16]
- Un mar sin puerto (1883-1891).[15]
- Emma Delaunay (1893)

## Premios y distinciones
- Socia de mérito de la Sociedad Económica de Amigos del País de Granada;
- Socia de mérito del Liceo Artístico y Literario de Granada;
- Sesión pública en el Liceo de Granada para premiar su talento ofreciéndole una corona poética (1948);
- Lujoso álbum para poesías, regalo de Eugenia de Montijo en gratitud por su «acendrado españolismo» mostrado en un ramillete poético escrito con otros autores con motivo de la boda de la Emperatriz (1853);
- Regalo de boda de Isabel II de seis mil reales (1856);
- Brazalete de oro y brillantes regalo de la reina Isabel II en reconocimiento a su valía como poetisa y oferta —rehusada por Enriqueta— para ocupar en la corte un puesto de Lectora Real (1862);
- Apoyo de la Reina Regente en forma de suscripciones a la revista La Madre de Familia;
- Cronista de Granada y su provincia, nombrada por el Ayuntamiento de Granada en 1895.
- Monumento erigido sobre su tumba en el Cementerio de San José por el Ayuntamiento de Granada (1895).
- El Ayuntamiento de Granada acordó dar el nombre «Enriqueta Lozano» a la calle donde nació y había residido (1895).
- Nombramiento de su hija María de los Reyes Cronista de Granada con una pensión en honor a los méritos de Enriqueta (1895).
- Colocación de un retrato de Enriqueta en la sala de lectura de la Universidad de Granada (1908).

También recibió numerosos premios en certámenes literarios y juegos florales, entre otros: Ayuntamiento de Granada (1859 y 1863); Academia bibliográfico-marina (1865); Granada de oro del Liceo (1880); Juegos Florales de Carcagente (1882); Junta Poética Malacitana (1886); Círculo de Oratoria (Granada) (1886, 1887 y 1889); Juegos Florales de Gerona (1892); Juegos Florales de Zaragoza (1894); Certamen poético a Santa Teresa (Ávila, 1894); Certamen poético, (Jaén, 1894); etcétera.